# Cal Forcada
Cal Forcada és una fàbrica de riu de Navars (Bages) creada a finals del segle xix i dedicada a la indústria tèxtil.

## Història
La família Forcada va construir la primera fàbrica tèxtil de Navars el 1897, quan el nucli de població tot just estava naixent i el terme municipal era conegut llavors com a Castelladral. Precisament, l'oferta de treball que va generar cal Forcada es pot considerar l'origen del creixement i consolidació del poble de Navars, juntament amb altres fàbriques que s'hi van establir posteriorment, com la Fàbrica Nova, o altres de menor dimensió que es van instal·lar al carrer de la indústria. La fàbrica de cal Forcada es va construir al peu del riu Llobregat per aprofitar-ne l'energia hidràulica per moure la maquinària i, malgrat el creixement urbanístic del poble de Navars, sempre ha restat fora del nucli urbà.
El 1918 prengué el nom de Filatures Forcada. El 1925 va arribar a tenir 250 treballadors. Cal Forcada va impulsar l'arribada del subministrament de l'enllumenat elèctric i d'aigua potable al poble.
La indústria tèxtil va tancar a mitjan dècada de 1990 i actualment l'edifici és ocupat per indústries d'altres sectors.
Recentment, l'Ajuntament va realitzar unes obres de millora paisatgística de l'entorn natural de can Forcada, amb la instal·lació de tanques de protecció del canal, barreres per impedir el pas de vehicles, taules de pícnic, bancs i papereres, per adequar els voltants de l'antiga fàbrica tèxtil i l'entorn del riu en una zona d'esbarjo i impulsar-hi altres programes culturals i educatius.